# Schizonycha scorteccii
Schizonycha scorteccii är en skalbaggsart som beskrevs av Decelle 1982. Schizonycha scorteccii ingår i släktet Schizonycha och familjen Melolonthidae. Inga underarter finns listade i Catalogue of Life.